# Championnat du Paraguay de football 1995
Navigation
Saison précédente Saison suivante
La saison 1995 du Championnat du Paraguay de football est la quatre-vingt-cinquième édition de la Primera División, le championnat de première division au Paraguay. Les treize meilleurs clubs du pays disputent la compétition, qui se déroule en plusieurs phases :
- les équipes se rencontrent lors de deux tours, disputés au sein d’une poule unique. Les quatre premiers de chaque tour se qualifient pour la phase finale. Un classement cumulé des deux tours est utilisé pour qualifier des équipes supplémentaires au besoin.
- la phase finale regroupe les huit qualifiés en deux poules de quatre puis demi-finales et finale.

C'est le tenant du titre, le Club Olimpia qui est à nouveau sacré champion cette saison après avoir battu Cerro Porteño en finale nationale. C'est le 34e titre de champion du Paraguay de l’histoire du club.

## Les clubs participants
| - Club Guaraní - Cerro Porteño - Club Libertad - Club Atlético Colegiales - Club Olimpia - Club Sol de América - Deportivo Humaitá | - Club Sportivo Luqueño - Club Nacional - Club Cerro Corá - Club Sport Colombia - Club Sportivo San Lorenzo - Promu de División Intermedia - Club Presidente Hayes |

## Compétition
Le barème utilisé pour établir l’ensemble des classements est le suivant :
- Victoire : 3 points
- Match nul : 1 point
- Défaite : 0 point
- Bonus à l'issue des phases 1 et 2 : 
  - Vainqueur : 2 points
  - Deuxième : 1,5 point
  - Troisième : 1 point
  - Quatrième : 0,5 point

### Première phase

#### Classement cumulé
| Rang | Équipe                     | Pts | J  | G  | N  | P  | Bp | Bc | Diff |
| ---- | -------------------------- | --- | -- | -- | -- | -- | -- | -- | ---- |
| 1    | Club OlimpiaT              | 53  | 24 | 15 | 8  | 1  | 36 | 10 | +26  |
| 2    | Cerro Porteño              | 48  | 24 | 14 | 6  | 4  | 44 | 19 | +25  |
| 3    | Deportivo Humaitá          | 34  | 24 | 8  | 10 | 6  | 32 | 27 | +5   |
| 4    | Club Guaraní               | 34  | 24 | 8  | 10 | 6  | 29 | 25 | +4   |
| 5    | Club Sportivo Luqueño      | 34  | 24 | 7  | 13 | 4  | 27 | 23 | +4   |
| 6    | Club Sol de América        | 32  | 24 | 7  | 11 | 6  | 32 | 30 | +2   |
| 7    | Club Atlético Colegiales   | 28  | 24 | 4  | 16 | 4  | 26 | 24 | +2   |
| 8    | Club Libertad              | 28  | 24 | 6  | 10 | 8  | 23 | 27 | -4   |
| 9    | Club Nacional              | 27  | 24 | 5  | 12 | 7  | 21 | 31 | -10  |
| 10   | Club Sport Colombia        | 23  | 24 | 5  | 8  | 11 | 26 | 36 | -10  |
| 11   | Club Sportivo San LorenzoP | 23  | 24 | 5  | 8  | 11 | 28 | 43 | -15  |
| 12   | Club Presidente Hayes      | 20  | 24 | 3  | 11 | 10 | 21 | 35 | -14  |
| 13   | Club Cerro Corá            | 15  | 24 | 4  | 7  | 13 | 15 | 30 | -15  |

|  | Qualification directe pour la phase finale via les tours de qualification |
|  | Qualification pour la phase finale grâce au classement cumulé             |
|  | Relégation directe en División Intermedia                                 |
|  | T : Tenant du titre P : Promu de División Intermedia                      |

### Phase finale

#### Phase de poules
| Rang | Équipe            | Pts | J | G | N | P | Bp | Bc | Diff |
| ---- | ----------------- | --- | - | - | - | - | -- | -- | ---- |
| 1    | Club Olimpia+4    | 11  | 3 | 2 | 1 | 0 | 3  | 0  | +3   |
| 2    | Club Nacional+0.5 | 6.5 | 3 | 2 | 0 | 1 | 4  | 4  | 0    |
| 3    | Deportivo Humaitá | 2   | 3 | 0 | 2 | 1 | 4  | 4  | 0    |
| 4    | Club Libertad     | 1   | 3 | 0 | 1 | 2 | 5  | 7  | -2   |

| Rang | Équipe                  | Pts | J | G | N | P | Bp | Bc | Diff |
| ---- | ----------------------- | --- | - | - | - | - | -- | -- | ---- |
| 1    | Cerro Porteño+3         | 10  | 3 | 2 | 1 | 0 | 6  | 4  | +2   |
| 2    | Club Guaraní+1          | 5   | 3 | 1 | 1 | 1 | 5  | 5  | 0    |
| 3    | Club Sol de América+0.5 | 4.5 | 3 | 1 | 1 | 1 | 8  | 8  | 0    |
| 4    | Club Sportivo Luqueño+1 | 2   | 3 | 0 | 1 | 2 | 7  | 9  | -2   |

#### Phase finale
|  | Demi-finales  | Demi-finales  | Demi-finales |              |   | Finale    | Finale | Finale |  |  |  |  |  |  |  |
|  |               |               |              |              |   |           |        |        |  |  |  |  |  |  |  |
|  |               |               |              |              |   |           |        |        |  |  |  |  |  |  |  |
|  |               |               |              |              |   |           |        |        |  |  |  |  |  |  |  |
|  | Club Guaraní  | 0             | 0            |              |   |           |        |        |  |  |  |  |  |  |  |
|  | Club Guaraní  | 0             | 0            |              |   |           |        |        |  |  |  |  |  |  |  |
|  | Club Olimpia  | 1             | 3            |              |   |           |        |        |  |  |  |  |  |  |  |
|  | Club Olimpia  | 1             | 3            | Club Olimpia | 2 | 0 [2 (8)] |        |        |  |  |  |  |  |  |  |
|  |               |               |              |              | 2 | 0 [2 (8)] |        |        |  |  |  |  |  |  |  |
|  |               | Cerro Porteño | 1            | 1 [2 (7)]    |   |           |        |        |  |  |  |  |  |  |  |
|  | Cerro Porteño | Cerro Porteño | 1            | 1 [2 (7)]    | 3 | 2         |        |        |  |  |  |  |  |  |  |
|  | Cerro Porteño |               |              |              | 3 | 2         |        |        |  |  |  |  |  |  |  |
|  | Club Nacional | 2             | 1            |              |   |           |        |        |  |  |  |  |  |  |  |

#### Barrage pour la Copa Libertadores
Le finaliste du championnat, Cerro Porteño, dispute un barrage face au club ayant remporté le Torneo Republica pour déterminer le second club paraguayen en Copa Libertadores. Comme Cerro Porteño a gagné ce tournoi, il est donc automatiquement qualifié pour la Copa Libertadores.

## Bilan de la saison
| Championnat du Paraguay de football 1995 |                          |
| Champion                                 | Club Olimpia (34e titre) |
| Qualifications continentales             |                          |
| Copa Libertadores 1996                   | Club Olimpia             |
| Copa Libertadores 1996                   | Cerro Porteño            |
| Copa CONMEBOL 1996                       | Club Guaraní             |
| Promotions et relégations                |                          |
| Promus en Primera División               | Club Tembetary           |
| Relégués en División Intermedia          | Club Cerro Corá          |